# NGC 7070
NGC 7070 este o galaxie spirală situată în constelația Cocorul. A fost descoperită în 5 septembrie 1834 de către John Herschel. Se află la o distanță de 33,83 de megaparseci de Pământ.